# Protein bám DNA vi khuẩn
Trong sinh học phân tử, protein bán DNA vi khuẩn là một họ protein nhỏ, thường mang tính base, bao gồm 90 đơn phân, nó bám vào DNA của vi khuẩn, và được biết thuộc dạng protein tương tự như histone. Một số ví dụ bao gồm protein HU trong vi khuẩn Escherichia coli, HU là một protein nhị phân bao gồm chuỗi alpha và chuỗi beta quan hệ gần gũi với nhau (trong các vi khuẩn khác thì hai chuỗi này có thể giống y hệt nhau). Protein dạng HU đã được tìm thấy trong nhiều loại vi khuẩn thật, vi khuẩn lam và vi khuẩn cổ, và cũng được quy định trong một số bộ gen ở các lục lạp và một số loài tảo. Nhân tố tích hợp vật chủ (Integration host factor - IHF), một protein nhị phân bao hàm các chuỗi gần gũi nhau dường như có chức năng trong việc điều tiết tái tổ hợp gien cũng như phiên mã và dịch mã  được tìm thấy trong nhóm vi khuẩn enterobacteria và các protein virus, bao hàm protein vi rút gây bệnh sốt lợn châu Phi A104R (hay LMW5-AR).
Chức năng chính xác của các protein này chưa được rõ, nhưng chúng có khả năng quấn lấy chuỗi DNA và bảo vệ nó khỏi bị biến tính trong các điều kiện môi trường khắc nghiệt. Người ta đã biết được cấu trúc thứ cấp của một trong những protein này.
Protein bám DNA vi khuẩn tồn tại dưới dạng nhị phân và có hai chuỗi beta dạng cánh tay bám vào các vị trí nhất định của DNA vi khuẩn.